# يان كيرنز
يان كيرنز (بالإنجليزية: Ian Cairns)‏ هو متركمج أسترالي، ولد في 24 يونيو 1952 في كيو ‏ في أستراليا.

## وصلات خارجية
- يان كيرنز على موقع الرابطة العالمية لركوب الأمواج (الإنجليزية)
- يان كيرنز على موقع EncyclopediaOfSurfing.com (الإنجليزية)